# Salvia sessei

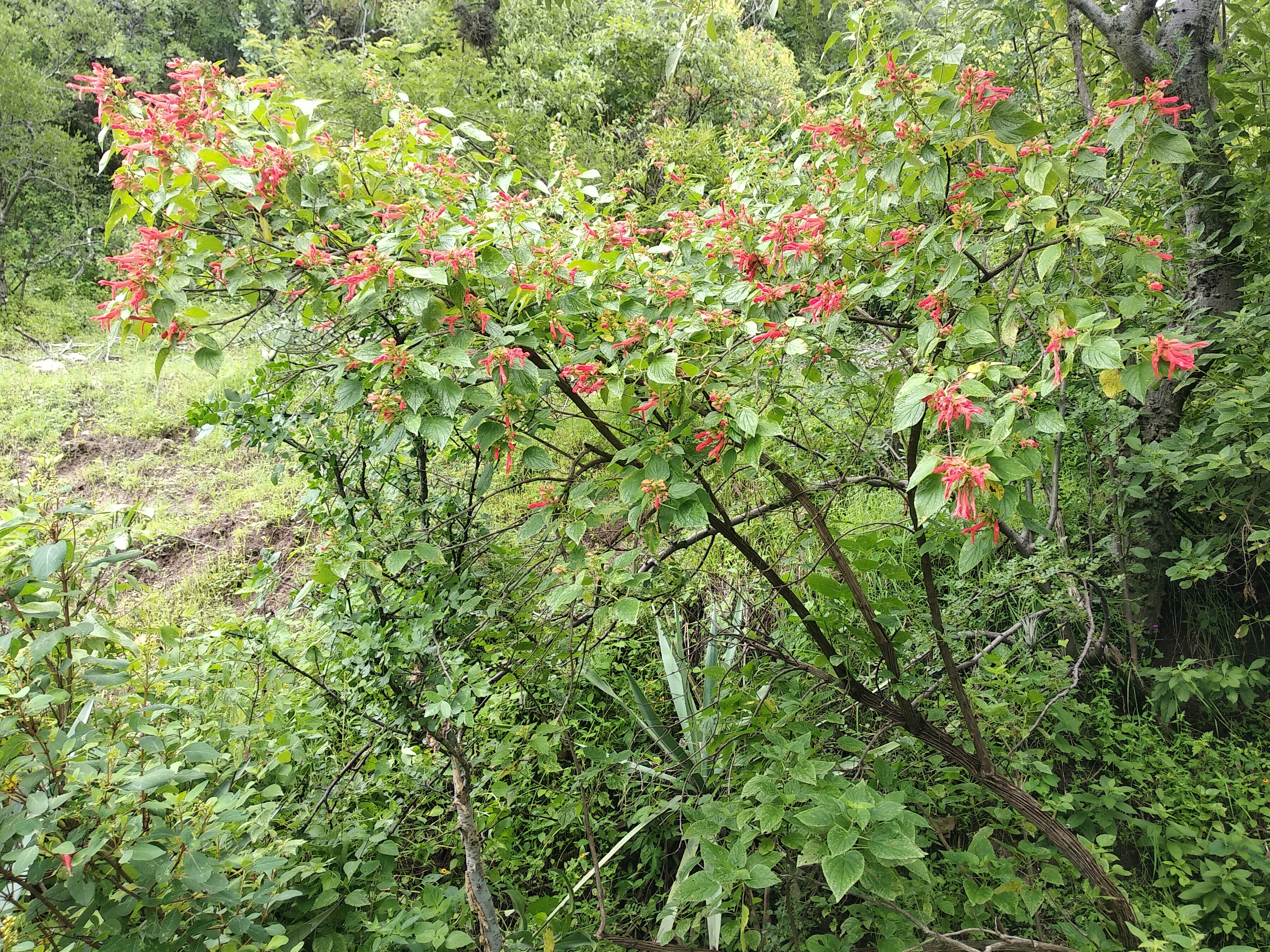
Vista de la planta

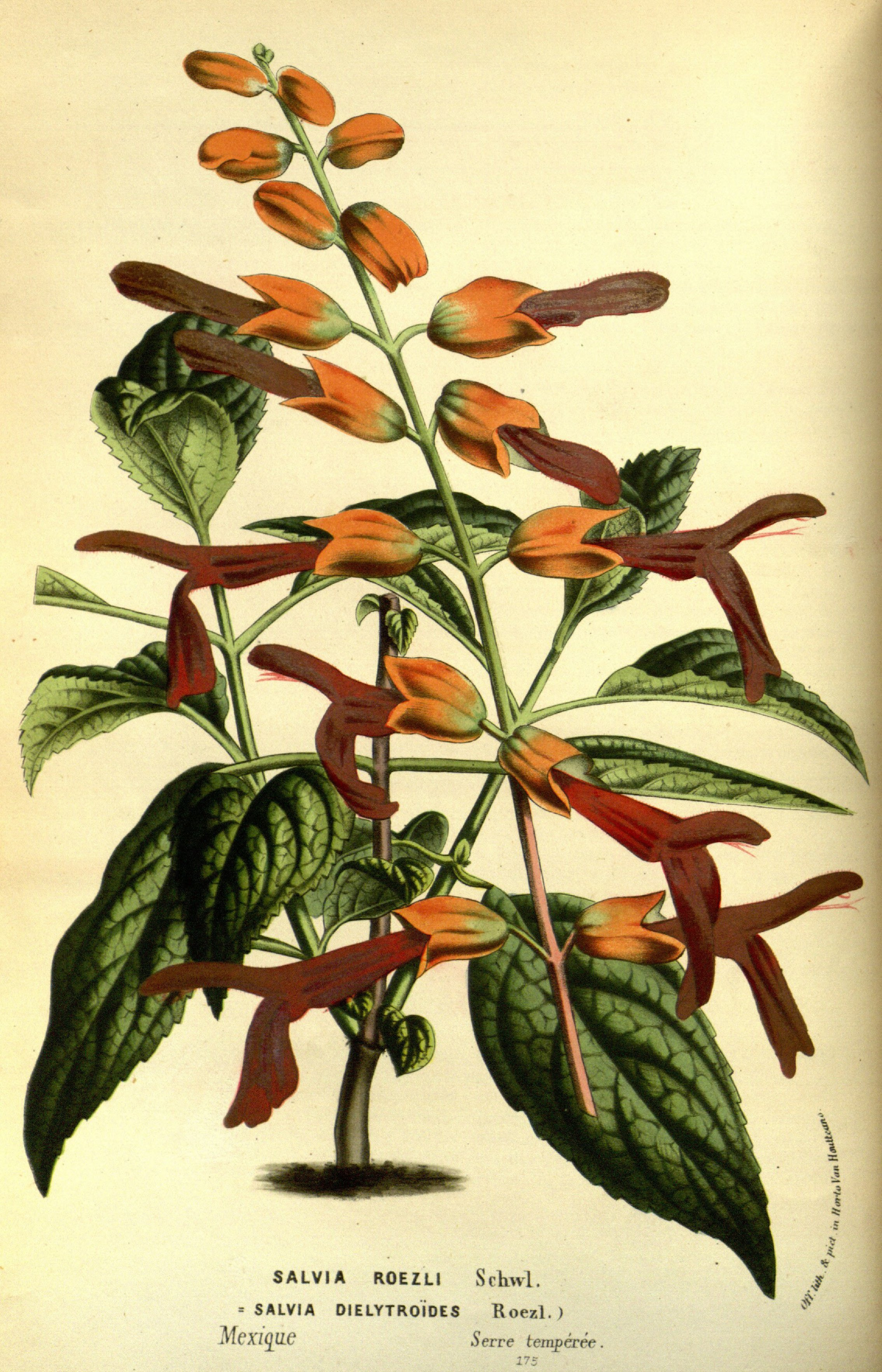
Ilustración

Salvia sessei, conocido comúnmente como sabanito, es una especie de planta de la familia de las lamiáceas, nativa de México.

## Descripción, distribución y hábitat
Salvia sessei es un arbusto de hasta 4 m de alto, de fuste leñoso de unos 3.5 cm de diámetro. Las hojas son pecioladas, ovado-oblongas, glabras en el haz y pubescentes en el envés, de 4 a 12 cm de largo y 1.6 a 8 cm de ancho, ápice acuminado, margen aserrado en la mitad superior y entero en la mitad inferior. La inflorescencia es una címula reducida de una flor bilabiada grande de color rojo brillante, agrupada en verticilastros de dos flores, estos a su vez agrupados en panículas. El cáliz es inflado-campanulado, glabro, membranáceo, del mismo color que las flores (opaco con la edad). El fruto es una núcula encerrada en el cáliz.
Salvia sessei es endémica de México, donde se distribuye de Jalisco a Puebla y Oaxaca, con una distribución disyunta en Tamaulipas. Es un elemento ocasional en matorral, selva baja caducifolia y bosque mixto, en regiones de clima subtropical, entre los 1,100 y los 2,250 metros sobre el nivel del mar.

## Taxonomía
Salvia sessei fue descrita en 1833 por George Bentham en Labiatarum Genera et Species: 288.
Etimología
Ver: Salvia
sessei: epíteto dado en honor al botánico español Martín Sessé y Lacasta quien, junto con José Mariano Mociño, realizó la colecta de la especie en el marco de la Real Expedición Botánica a Nueva España.

### Sinonimia
- Rhodochlamys speciosa S.Schauer
- Salvia calycinflata Sessé & Moc.
- Salvia dielytroides Roezl ex Van Houtte
- Salvia fastuosa Sessé & Moc.
- Salvia roezlii Scheidw.
- Salvia semperflorens La Llave
- Salvia souchetii Van Houtte[4][5]

## Usos
Salvia sessei es popular en jardinería debido a sus vistosas flores. Requiere un sustrato bien drenado, abundante riego en verano y reducido en invierno. No tolera las heladas.
Como varios miembros de su género, la especie contiene diterpenos, unos compuestos orgánicos de uso potencialmente terapéutico. Específicamente, Salvia sessei se emplea en medicina tradicional en el tratamiento de erisipela. Un estudio ha comprobado su efecto antiinflamatorio, antibacterial y antioxidante.

## Nombres comunes
Los nombres comunes más difundidos en español son "sabanito" y "pipilolxóchitl". El segundo proviene del náhuatl pipilōlxōchitl, que significa "flor de arete" (compuesto de pipilōlli 'pendiente, arete' y xōchitl 'flor'). Con este nombre y su variante zazapipilxōchitl lo incluyó Francisco Hernández de Toledo en Rerum medicarum Novae Hispaniae Thesaurus, p. 120.